# Штюрмер, Кристина
Кристина Штюрмер (нем. Christina Stürmer, 9 июня 1982, Линц, Верхняя Австрия) — австрийская певица, работающая преимущественно в поп-рок жанре. Является одним из наиболее популярных исполнителей в Австрии: общие продажи её дисков составили более полутора миллионов экземпляров.

## Карьера

### Начало карьеры
С 13 лет Кристина Штюрмер играла на саксофоне в составе детского биг-бэнда, кроме этого играла на флейте. С 1998 года играла в группе «Скотти», исполнявшей преимущественно англоязычные песни. Затем участвовала в А капелла-группе Sulumelina. Оставив гимназию, прошла обучение работе в книжной сети Amadeus.
В 2003 году приняла участие в кастинг-шоу Starmania на канале ORF, где выступала в основном с американскими хитами, исполнив, в частности, песни Piece of My Heart и I’m Gonna Getcha Good. Заняла второе место, выступив в финале с песней Ein Kompliment группы Sportfreunde Stiller.
Вскоре после участия в шоу выпустила свою первую песню — Ich Lebe, которая девять недель продержалась на вершине австрийского хит-парада. Вскоре за этим последовал сингл Mama Ana Ahabak (название означает на арабском «мама, я люблю тебя»), посвященный жертвам войны в Ираке. Этот сингл опять таки находился на первом месте хит-парада в течение девяти недель. Несколько недель на вершине хит-парада завоевал и альбом Freier Fall. Осенью 2003 года Кристина Штюрмер отправилась в турне по Австрии.

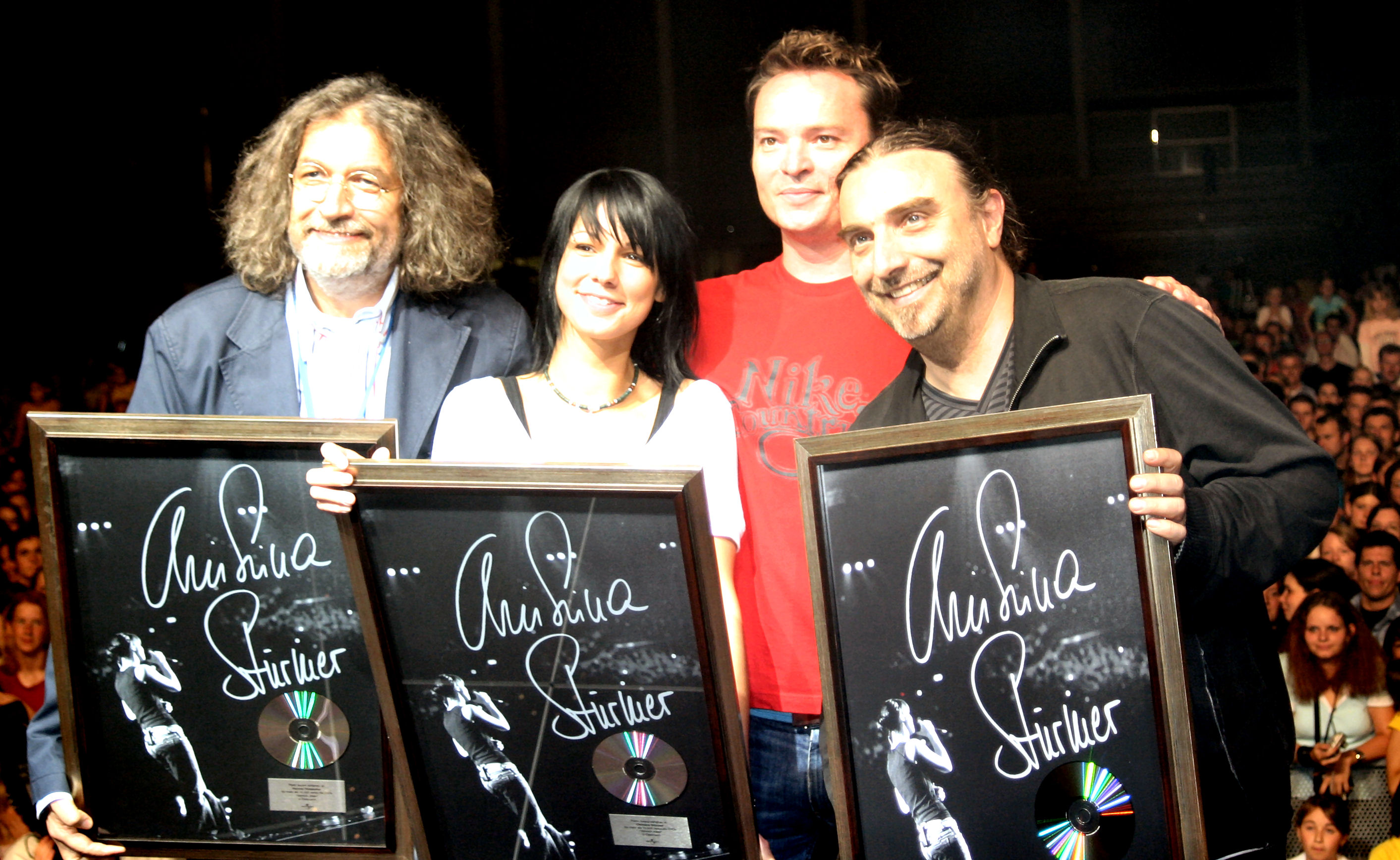
Кристина Штюрмер и её музыкальные менеджеры на награждении в связи получением альбомом Wirklich alles статуса платинового. (2005 год)

В мае 2004 года студия Vevendi выпустила альбом Soll das wirklich alles sein. Материалы из последовавшего осенью тура Wirklich-Alles! были собраны на DVD.
Некоторые композиции Кристина Штюрмер представила в ходе клубного тура Ungeschminkt.

### Известность в Германии
Штюрмер и её менеджеры: Адреас Штрайт и Бернард Ренгелшаузен готовились к выходу на немецкий рынок. Сингл Vorbei был выпущен в Германии в 2004 году, но вопреки ожиданиям не приобрёл большого успеха. 25 апреля 2005 года был выпущен переработанный сингл Ich lebe, занявший в немецком хит-параде четвёртое место.
Последовавший альбом Schwarz Weiss (выпущен в июне 2005 года в Германии и Швейцарии) завоевал третье место в немецком хит-параде альбомов и более года оставался в двадцатке.
Многие прежде выпущенные в Австрии песни получили переработку, следуя намечавшемуся немецкому поп-рок-тренду. Среди них песни из альбомов, а также синглы Engel fliegen einsam, Mama Ana Ahabak и Immer an euch geglaubt.
В конце 2005 Кристина Штюрмер с группой устроила турне по Германии и Швейцарии. В ходе турне Schwarz-Weiss было проведено около сорока концертов, многие из которых потребовали переноса на значительно более крупные площадки, чем планировалось ввиду огромного спроса. В начале 2006 Кристина Штюрмер и группа приняли участие в конкурсе Jägermeister Rock:Liga, соревнуясь с группами Dorfdisko и AK4711.

### Последующая карьера
В апреле 2006 Кристина Штюрмер возвратилась в Австрию, выпустив сингл Nie Genug, приземлившийся на первое место хит-парада.
Кристина Штюрмер приняла участие в организованном Ö3 в Гензерндорфе благотворительном концерте в помощь жертвам наводнения.
С возрастающей популярностью Кристина Штюрмер стала активно принимать участие в рекламе, в частности, сети McDonald's и австрийского мороженого «Eskimo». Во многих рекламах использовалась песня Nie Genug (с нем. — «никогда не достаточно»), она также стала основным музыкальным мотивом сериала Всё, что имеет значение.
Вышедший в 2006 году альбом Lebe lauter занял первые места как в австрийском, так и в немецком хит-парадах.
В 2008 году Кристина Штюрмер сменила команду своего менеджмента.
Вскоре вышел альбом Laut-Los. Выделяющаяся на фоне поп-рок репертуара нежным мелодическим рядом песня Orchester in mir из этого альбома, написанная Ясмир Вагнер, впоследствии получила кавер гёрлбэнда Saphir. Для Евро-2008 была подготовлена стадионная версия песни Fieber, представленная на игре Австрия-Нидерланды.
Альбом 2009 года In dieser Stadt занял первое место в австрийском хит-параде, но не вошёл в первую пятёрку других немецкоговорящих стран. Пресса восприняла это как провал. После этого была вновь произведена смена менеджмента.
Вышедший в 2010 году альбом Nahaufnahme получил статус платинового, но выйти на первое место в австрийских чартах так и не смог.
Песнями последних лет являются энергичные синглы Mehr als perfekt и Wir leben den Moment, а также меланхоличная песня Wenn die Welt untergeht.

## Особенности творчества
В начале музыкальной карьеры Кристина Штюрмер работала в достаточно широком спектре жанров: от поп-шлягера до альтернативного рока. Со временем её стиль всё в большей мере ориентировался на немецкий рок. После её пятого альбома — Lebe lauter творчество Штюрмер ставят в одном ряду с группами Juli, Echt и Silbermond.
После участия в Starmania (2003) Кристина Штюрмер поёт исключительно на немецком языке. Язык её песен — лишенный австрицизмов стандартный немецкий, порой явно тяготеющий к «бундесдойчу». Песню Райнхарда Фендриха Weus’d a Herz hast wia a Bergwerk на австрийском диалекте Штюрмер исполняла в гостях у шоу Volle Kanne на немецком канале ZDF в сентябре 2010 года.
Тексты песен затрагивают темы любви и партнёрства, алкоголя и наркотиков, а также отношения к властям, власти, войне и миру, вопросы быстротечности, смерти и вечной жизни.
Кристина Штюрмер пользуется образом «соседской девушки», которая не летает в облаках, а проявляет жизнелюбие и естественность. В прессе Кристина Штюрмер зачастую подвергается сравнению с Аврил Лавин.
Большая часть песен написана внешними композиторами и поэтами-песенниками, член группы Оливер Варга также участвовал в качестве композитора.

## Группа
Участники группы Кристины Штюрмер:

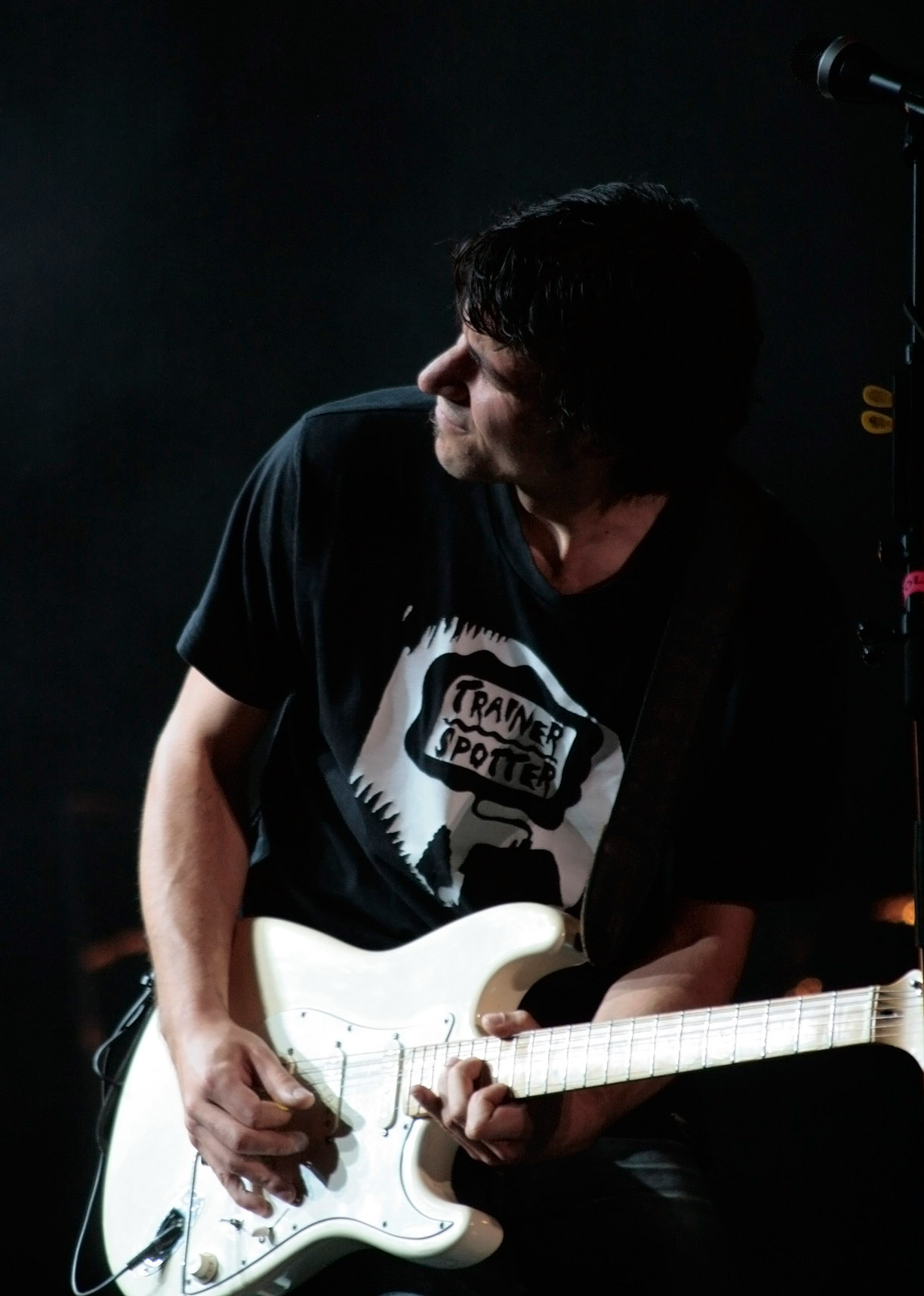
Oliver Varga — гитарист (Австрия)
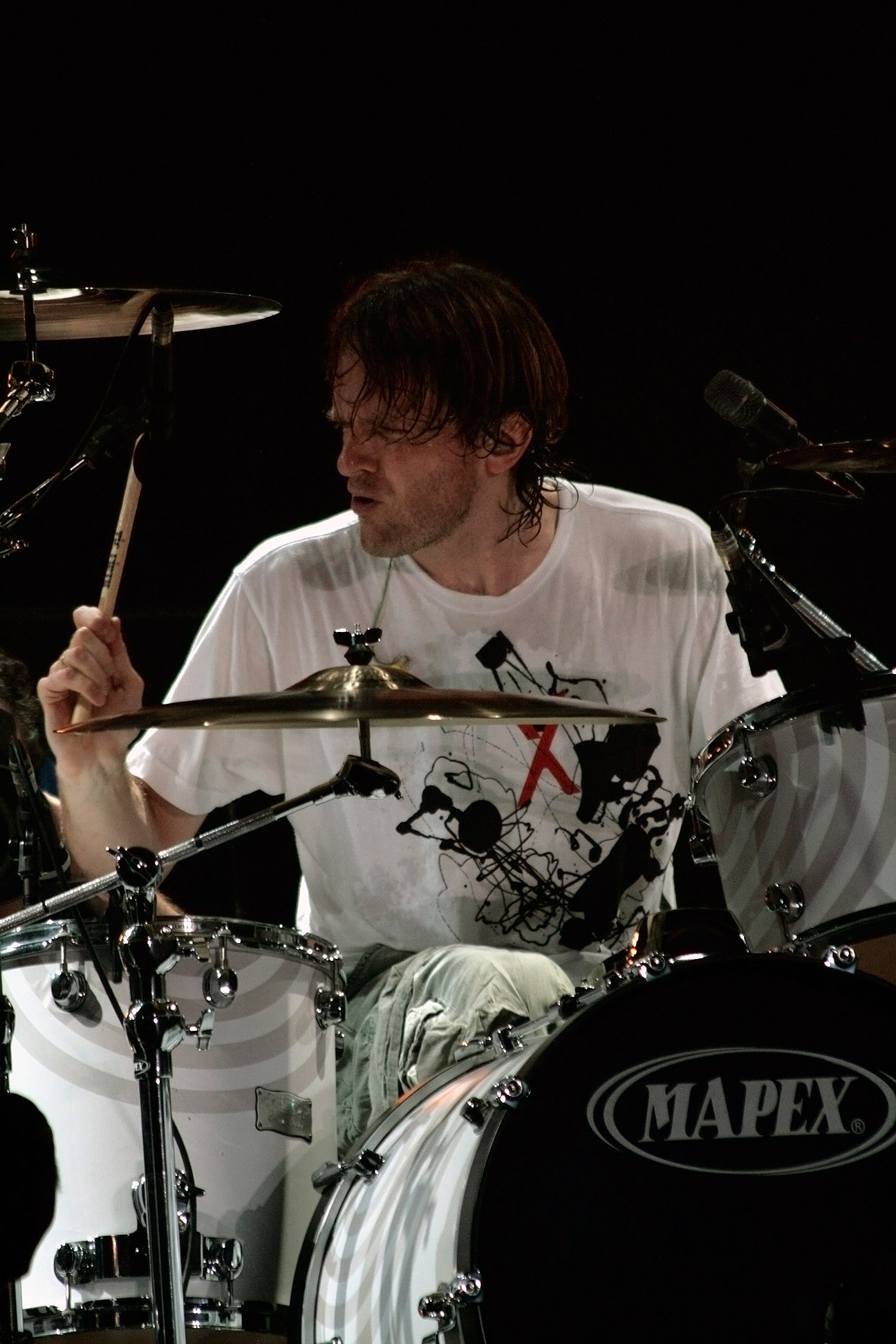
Klaus Pérez-Salado — барабанщик (Испания)
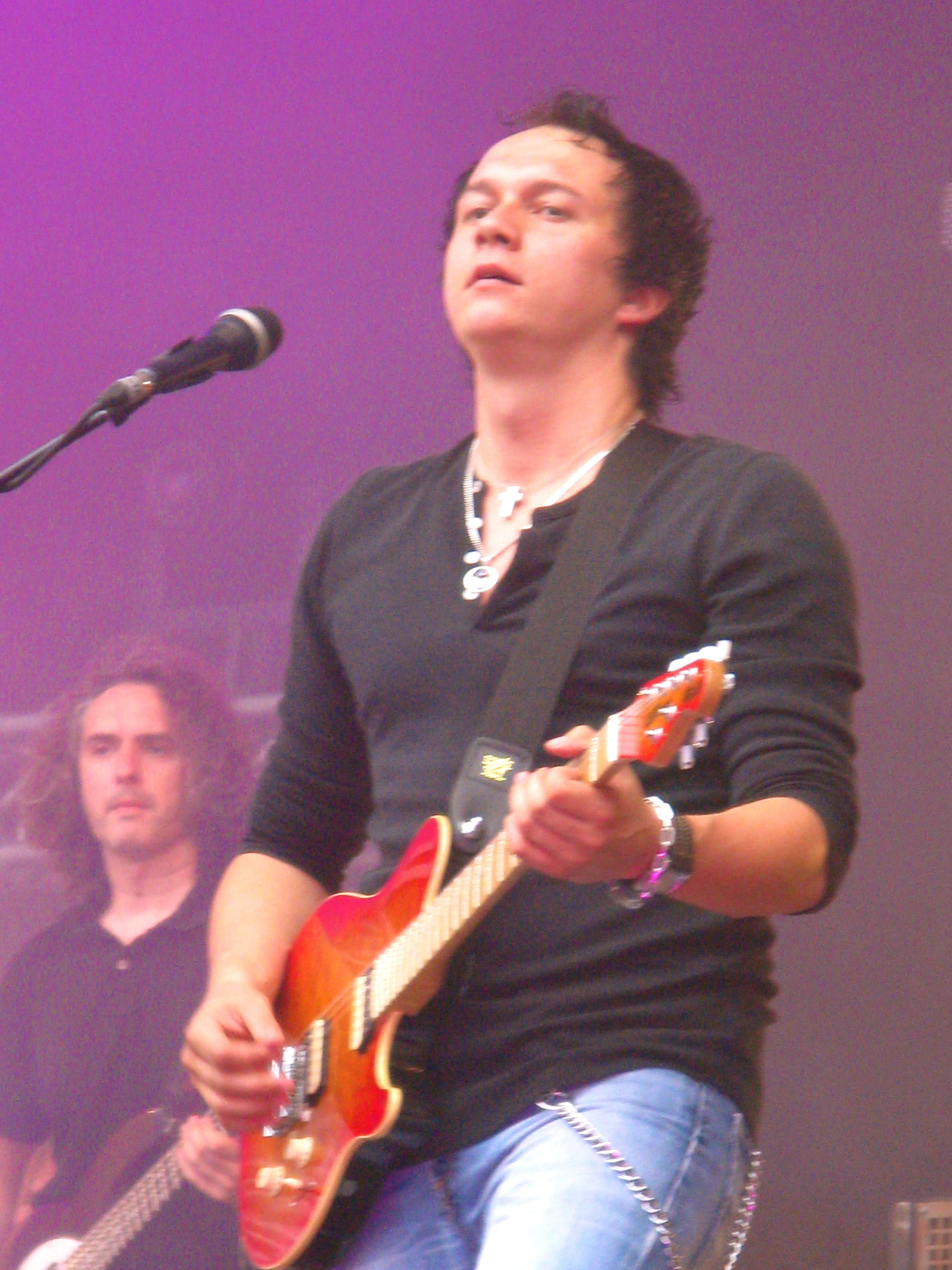
Mathias Simoner (с 2009)

Прежние участники группы:

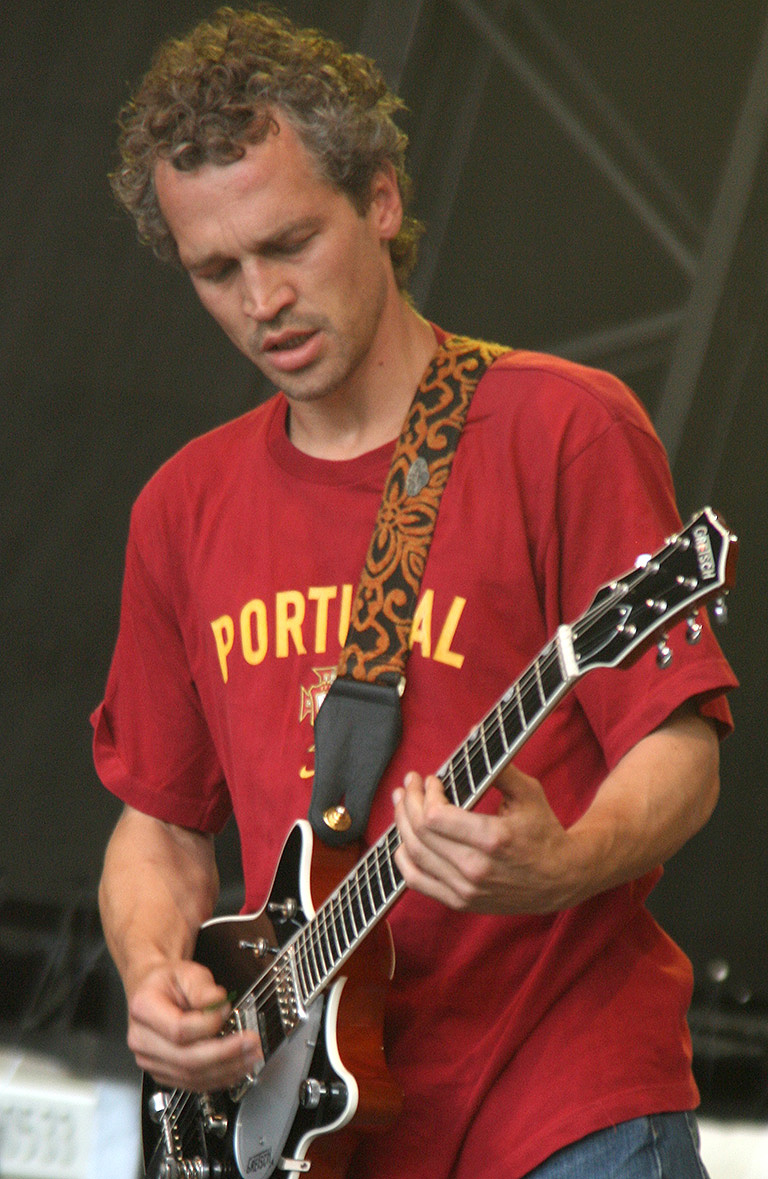
Hartmut Kamm — аккордеонист, гитарист, клавшиник (до 2009)
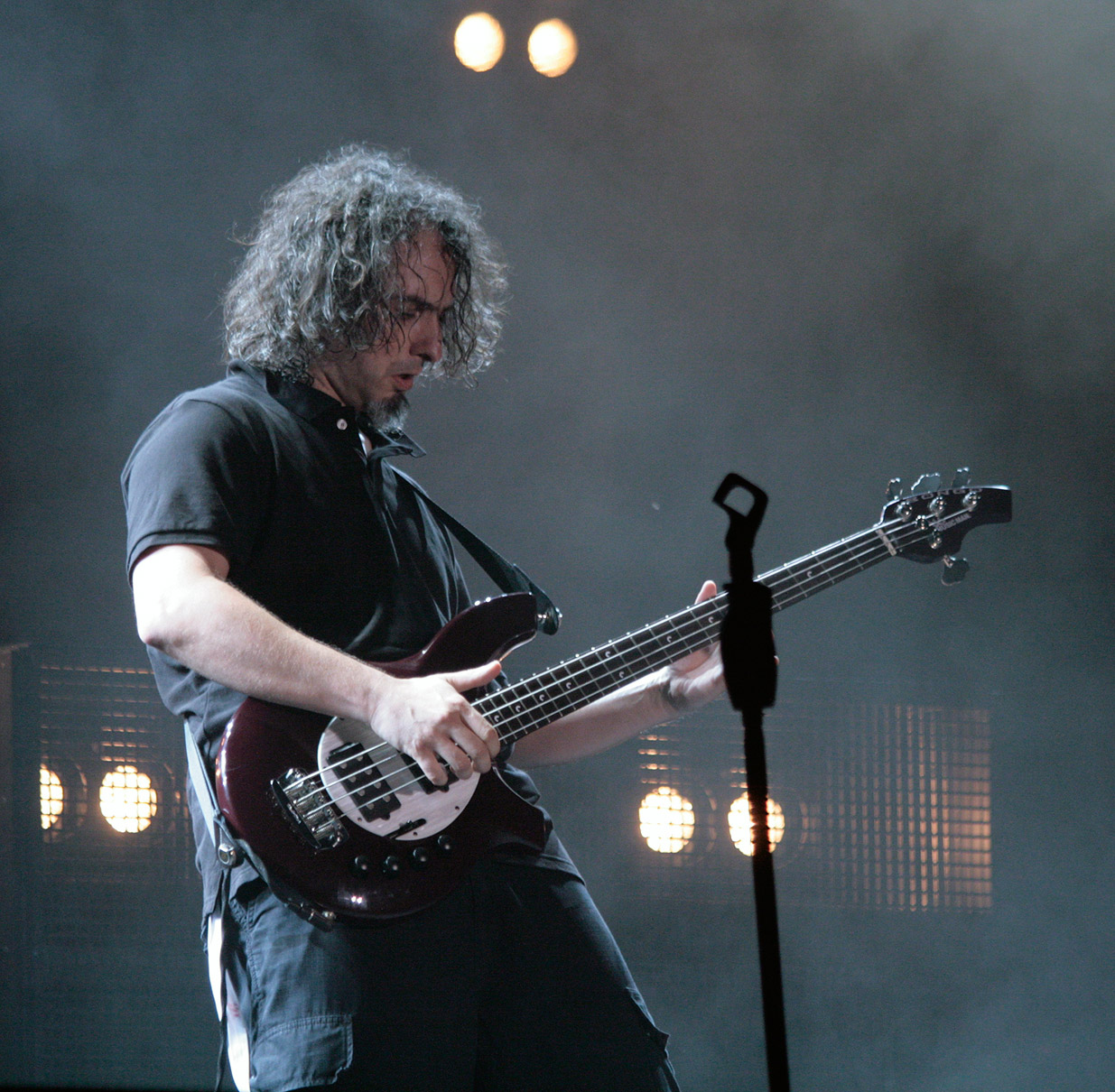
Gwenael Damman — бас-гитарист (до 2012)[6] (Франция)

## Общественная деятельность

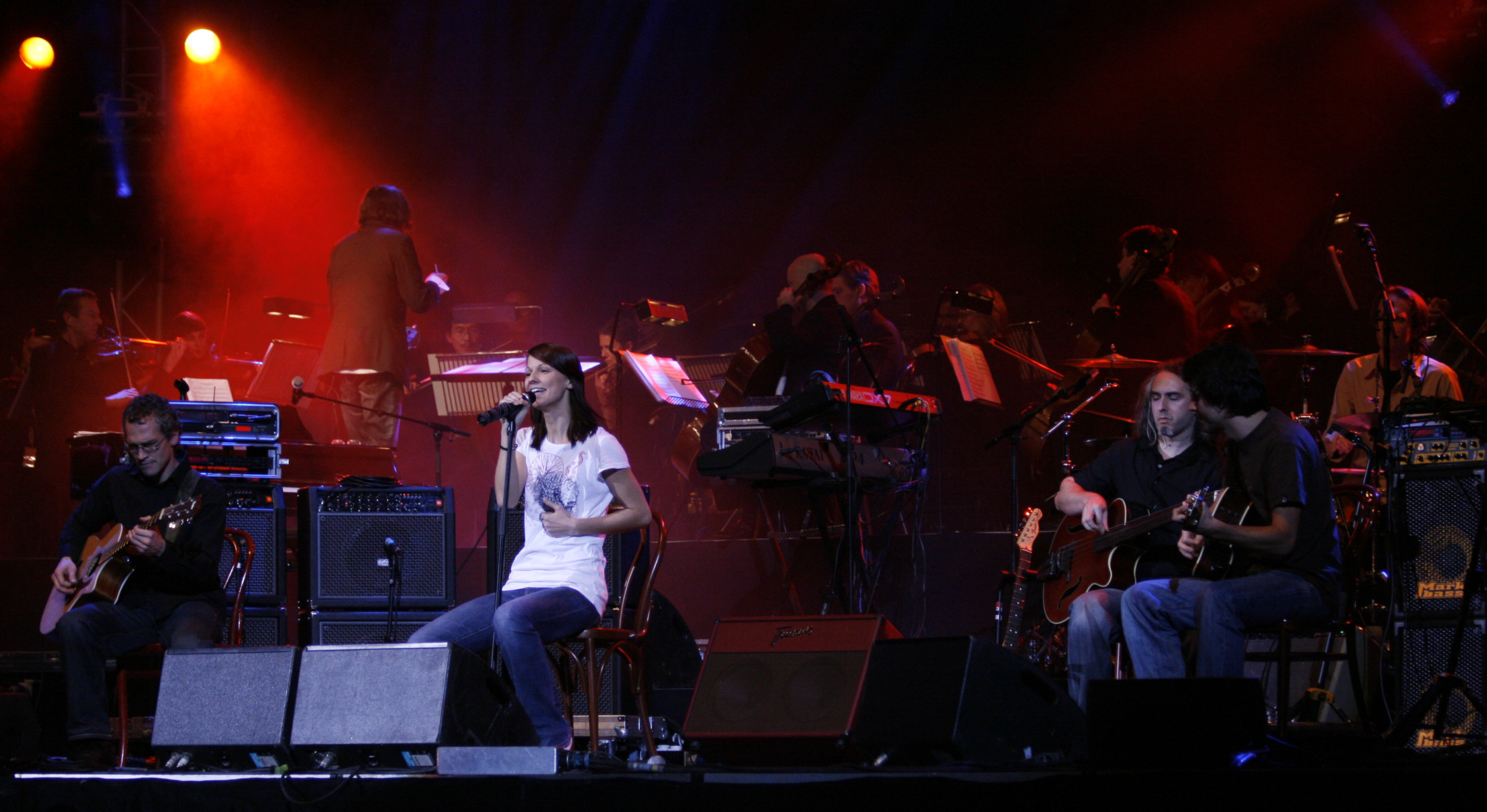
Кристина Штюрмер и группа выступают с Кристианом Колоновицем и Венским симфоническим оркестром на благотовроительном концерте Atemberaubend 08 (22 ноября 2008)

Кристина Штюрмер принимает участие в различных социальных проектах. Она поддерживает проводимую сетью McDonald’s программу помощи детям, страдающим раком, и акцию www.deine-stimme-gegen-armut.de (с нем. — «твой голос против бедности»); является «послом» средненемецкого детского хосписа, проводя в его интересах благотворительные концерты; участвует в акциях по охране природы, в частности, принимала участие в фотосессии журнала Max; многократно участвовала в проведении организованных ORF благотворительных сборов Licht ins Dunkel. Кристина Штюрмер и группа участвовали в благотворительном концерте Atemberaubend 08 в помощь страдающим лёгочной гипертензией.

## Политика
В ходе избирательной кампании 2003 года Австрийская народная партия, не спрашивая разрешения певицы использовала её фотографию в брошюрах. В связи с этим Кристина Штюрмер разъяснила в интервью, что за эту партию не станет голосовать ни в коем случае, но никаких действий предпринято не было. Вместе с тем, в ходе парламентских выборов 2006 года партия вновь использовала фотографию Кристины Штюрмер в своих ориентированных на молодёжь брошюрах, посвященных австрийскому канцлеру Вольфгангу Шюсселю и ещё нескольким партийным политикам. На сей раз со стороны певицы был подключен адвокат.

## Личная жизнь
В прессе имелись слухи об отношениях Кристины Штюрмер с Оливером Варгой — гитаристом из её группы.

## Дискография

### Альбомы
- Freier Fall (Свободное падение) (2003) #1 Австрия (Австрия: 4× Платиновый[11])
- Soll das wirklich alles sein? (Это и вправду всё?) (2004) #1 Австрия (Австрия: 3× Платиновый[11])
- Schwarz Weiss (Чёрно-белое) (2005) #3 Германия, #12 Швейцария (Германия: 2× Платиновый[12], Швейцария: Золотой[13])
- Lebe Lauter (Живи громче) (2006) #1 Германия, #6 Швейцария, #1 Австрия (Австрия: 2× Платиновый[11], Швейцария: Золотой[13])
- laut-Los (Беззвучно или Громче, погнали! (игра слов)) (2008) #1 Австрия, #9 Германия, #13 Швейцария (Австрия: Платиновый[11])
- In dieser Stadt (В этом городе)  (2009)
- Nahaufnahme (Крупный план) (2010) (Австрия: Платиновый[11])
- Ich hör auf mein Herz (Я слушаюсь своего сердца) (2013)
- Seite an Seite (Бок о бок) (2016)

#### Альбомы живых выступлений
| Год  | Название                                                                    | Позиция в хит-параде | Продажи         |
| Год  | Название                                                                    | Австрия              | Продажи         |
| ---- | --------------------------------------------------------------------------- | -------------------- | --------------- |
| 2005 | Wirklich Alles! (Действительно всё!) - Выпущен: июнь 2005 - Студия: Polydor | 3                    | AUS: Платиновый |

### Синглы
| Год  | Название                                                                 | AUT | GER | CH | EU  | Альбом                                        | Продажи         |
| ---- | ------------------------------------------------------------------------ | --- | --- | -- | --- | --------------------------------------------- | --------------- |
| 2003 | «Ich lebe» (Я живу)                                                      | 1   | -   | -  | -   | Freier Fall                                   |                 |
| 2003 | «Geh Nicht Wenn du Kommst» (Не уходи, когда приходишь)                   | 5   | -   | -  | -   | Freier Fall                                   |                 |
| 2003 | «Alles und mehr» (Всё и больше)                                          | 2   | -   | -  | -   | Starmania Songs                               |                 |
| 2003 | «Mama (Ana Ahabak)»                                                      | 1   | -   | -  | -   | Freier Fall                                   | AUS: Платиновый |
| 2004 | «Vorbei» (Позади)                                                        | 1   | 83  | -  | -   | soll das wirklich alles sein? & Schwarz Weiss | AUS: Золотой    |
| 2004 | «Bus durch London» (Автобус через Лондон)                                | 5   | -   | -  | -   | soll das wirklich alles sein?                 |                 |
| 2004 | «Weißt du wohin wir gehen» (Знаешь ли ты куда мы идём?)                  | 8   | -   | -  | 183 | soll das wirklich alles sein?                 |                 |
| 2005 | «Liebt sie dich so wie ich?» (Любит ли она тебя так, как я?)             | 7   | -   | -  | 188 | soll das wirklich alles sein?                 |                 |
| 2005 | «Ich lebe» (Я живу)                                                      | 26  | 4   | 21 | 18  | Schwarz Weiss                                 | GER: Золотой    |
| 2005 | «Engel fliegen einsam» (Ангелы летают одинокими)                         | 10  | 16  | -  | 44  | Schwarz-Weiß                                  |                 |
| 2005 | «Mama (Ana Ahabak)»                                                      | -   | 11  | 33 | 25  | Schwarz Weiss                                 |                 |
| 2006 | «Immer an euch geglaubt» (Всегда в вас верила)                           | -   | 46  | -  | -   | Schwarz-Weiß                                  |                 |
| 2006 | «Nie genug» (Никогда не достаточно)                                      | 1   | 15  | 35 | 46  | Lebe Lauter                                   |                 |
| 2006 | «Um bei dir zu sein/An Sommertagen» (Чтобы быть с тобою/По воскресеньям) | 1   | -   | -  | -   | Lebe Lauter                                   | AUS: Золотой    |
| 2006 | «Ohne Dich» (Без тебя)                                                   | 8   | 33  | 47 | -   | Lebe Lauter                                   |                 |
| 2007 | «Scherbenmeer» (Море осколков)                                           | 6   | 16  | 59 | 77  | Lebe Lauter                                   |                 |
| 2007 | «Augenblick am Tag» (Мгновение днём)                                     | 29  | -   | -  | -   | Lebe Lauter                                   |                 |
| 2007 | «Um bei dir zu sein» (Чтобы быть с тобою)                                | -   | 39  | -  | -   | Lebe Lauter                                   |                 |
| 2007 | «Mitten Unterm Jahr» (Посреди дна года)                                  | 4   | -   | -  | -   | Lebe Lauter                                   |                 |
| 2008 | «Träume leben ewig» (Мечты живут вечно)                                  | 10  | 40  | -  | -   | laut-Los                                      |                 |
| 2008 | «Fieber» (Лихорадка)                                                     | 6   | 11  | 92 | -   | laut-Los                                      |                 |
| 2009 | «Ist mir egal» (Мне безралично)                                          | 8   | 28  | -  | -   | In dieser Stadt                               |                 |
| 2009 | «Mehr als perfekt» (Больше, чем совершенно)                              | 23  | 99  | -  | -   | In dieser Stadt                               |                 |